# Lavras Futebol Clube
O Lavras Futebol Clube é um clube de futebol brasileiro, da cidade de Lavras, Minas Gerais.

## História
O Lavras Futebol Clube foi fundado em 2009. Neste mesmo ano filiou-se à Federação Mineira de Futebol e disputou a Segunda Divisão do Campeonato Mineiro e o Campeonato Mineiro de Juniores. Em 23 de janeiro de 2009 o clube firmou contrato para mandar seus jogos no estádio Ruy Moraes de Lemos, da Associação Olímpica de Lavras. No mesmo dia realizou uma seletiva, da qual selecionou 25 jogadores para a disputa do Campeonato Mineiro de Juniores.

## Campanha na Segunda Divisão do Campeonato Mineiro de 2009
| 9 de agosto | Lavras | 1 – 2 | Tombense |  |
| 10:30       |        |       |          |  |

| 16 de agosto | Sport | 1 – 2 | Lavras |  |
| 10:30        |       |       |        |  |

| 19 de agosto | Lavras | 1 – 2 | Fabriciano |  |
| 15:00        |        |       |            |  |

| 23 de agosto | Fabril | 1 – 2 | Lavras |  |
| 16:00        |        |       |        |  |

| 30 de agosto | Contagem | 4 – 0 | Lavras |  |
| 15:00        |          |       |        |  |

| 6 de setembro | Lavras | 2 – 2 | Contagem |  |
| 16:00         |        |       |          |  |

| 13 de setembro | Lavras | 1 – 2 | Fabril |  |
| 16:00          |        |       |        |  |

| 17 de setembro | Fabriciano | 3 – 0 | Lavras |  |
| 20:00          |            |       |        |  |

| 20 de setembro | Lavras | 1 – 2 | Sport |  |
| 10:30          |        |       |       |  |

| 27 de setembro | Tombense | 1 – 0 | Lavras |  |
| 10:30          |          |       |        |  |